# R7
R7 é um portal de internet brasileiro criado em 2009 pertecente ao Grupo Record. Em 2017, em seu próprio site anunciou que tornou-se o quinto maior da América Latina. Seu conteúdo é produzido com o apoio das estruturas da Record, da Record News e também de suas filiadas e afiliadas, que produzem matérias através em todas as regiões do Brasil.

## Histórico
O R7 foi lançado em 27 de setembro de 2009, mesmo dia em que a Rede Record completou 56 anos. Um investimento estimado em R$ 300 milhões para a criação do site e na data de estreia contava com uma equipe de 300 profissionais.

No início do ano de 2010, o R7 apresenta uma página totalmente voltada ao Carnaval. Atualmente, além de Carnaval, o portal conta com diversos especiais como: Verão, Natal, Dia das Crianças, Dia das Mães, Dia dos Pais e Dia dos Namorados.
A partir de maio de 2010, Te Dou Um Dado,  blog de humor fenômeno na internet, passou a integrar a listar de blog pertencentes ao portal.

Topo da página do R7 às 20h de 27 de setembro de 2009, quando foi inaugurado.

Em julho do mesmo ano, o Grupo Record toma a decisão de concentrar suas estruturas de publicidade; sendo assim a Record, a Record News e o R7 passam a ser comandados pela mesma diretoria comercial. Essa integração favorece a venda comercial, integrando a compra de vários formatos em vários meios diferentes. A decisão também propicia ao mercado grande vantagem de trabalho com formatos cross media.
No dia 28 de setembro de 2010, estreia na Rede Record o reality show A Fazenda 3  com uma novidade: os usuários podem assistir ao vivo ao reality, 24 horas por dia pelo R7; a novidade culminou em número crescente ao serviço de e-mail prestado pelo portal.
Em outubro Antonio Guerreiro substitui Fábio Tucilho da direção geral do Portal. Anteriormente Guerreiro ocupava o cargo de direção geral de Conteúdo do R7.
Em maio de 2013, Antonio Guerreiro, que já comandava a direção-geral do portal R7, tornou-se também diretor de novas mídias, departamento responsável pela interatividade e também pelas áreas de serviço mobile, que é o setor responsável pelas plataformas de distribuição de conteúdo digital do Grupo Record. Luiz Cesar Pimentel, que era Chefe de Redação, se torna Diretor de Conteúdo.
Em abril de 2014, Dado Lancellotti, um dos fundadores do portal, deixa o R7 para seguir projeto próprio, e passa seu cargo na diretoria comercial para Luciano Vaz. A diretoria de operações ficou por conta de Aline Sordili; a jornalista foi desligada do Grupo Record em dezembro de 2024. Em abril o jornalista André Forastieri chega ao R7 para assumir a função de Editor-Executivo de Entretenimento e Marcio Zebini como Gerente Geral de Novos Negócios.
Em 2017, o portal R7 lança uma nova home-page com o intuito de oferecer uma navegação mais rápida e fluída para os internautas.
No ano de 2020, o jornalista Flávio Ricco, especialista em críticas sobre televisão, passou a fazer parte do Portal R7 excercendo a função de colunista e apresentador. Durante sua passagem no R7, o jornalista apresentou o O Programa de Todos os Programas exibido no canal do Youtube do Portal R7.. Após quatro anos, Ricco sai do Portal R7 em setembro de 2024 e posteriormente em outubro do mesmo estreia sua coluna no Portal Léo Dias.
O Grupo Record anunciou em janeiro de 2021 que o jornalista Augusto Nunes  para assumir a função de diretor de redação do portal R7.com; porém, em julho do mesmo ano, Nunes pediu demissão das funções de diretor de redação e apresentador do Jornal da Record News alegando questões pessoais; mas o jornalista seguiu na função de comentarista do Jornal da Record.

### Controvérsias
Em 2018, o R7 era controlado pelo mesmo editorial do Jornal da Record, que foi denunciado por jornalistas da RecordTV que o mesmo estava sendo dirigido com viés político pró Jair Bolsonaro, na época das eleições de 2018.

## Audiência
Em maio de 2014 o R7 ultrapassou a marca de 150 milhões de visitantes únicos, abrindo uma vantagem de 12,6 milhões de visitantes únicos em relação a Globo.com. A diferença para o UOL, líder do segmento, caia de 17,5 milhões para 4,4 milhões, uma redução de 62%, a menor diferença da história. No final de 2014, o site foi a principal marca do Brasil em engajamento no Facebook, segundo levantamento pela ComScore, que conduz pesquisas de mercado e análises de audiência. Em 2014 foi o segundo maior portal de conteúdo segundo instituto Ibope/Nielsen e o instituto ComScore. Também ficou na quinta posição entre os sites mais visitados no Brasil.
O R7 não consta entre os mais acessados do Brasil segundo a medição de tecnologia Amazon. Entre os sites mais acessados em 2020, o Globo.com aparece em sexto, atrás apenas do Google, Youtube, mercadolivre, e facebook. Ainda em 2020, mas segundo a Comscore, o R7 seria o nono site mais visitado, após Google, Facebook, UOL, Globo.com, Microsoft, Caixa Econômica, sites B2W (empresa dona do Submarino, Americanas.com) e Terra.

## Parceria com sites e jornais
- CinePOP (parceria)
- Jornal Opção